# پانامینت سیتی (کالیفرنیا)
پانامینت سیتی (به انگلیسی: Panamint City) یک منطقهٔ مسکونی در ایالات متحده آمریکا است که در شهرستان اینیو، کالیفرنیا واقع شده‌است. پانامینت سیتی ۱٬۹۲۱ متر بالاتر از سطح دریا واقع شده‌است.